# أليكس أوبيسيكيري
أليكس أوبيسيكيري (مارس 1918 – 28 أبريل 2002) هو ملاكم سريلانكي راحل، مثّل بلاده في الألعاب الأولمبية الصيفية 1948.

## روابط خارجية
أليكس أوبيسيكيري على موقع أوليمبيديا (الإنجليزية)